# Едгар Приб
Едгар Приб (нім. Edgar Prib / рос. Эдгар Приб; нар. 15 грудня 1989) — німецький футболіст, півзахисник клубу «Фортуна» (Дюссельдорф).

## Ранні роки
Народився 1989 року в російському місті Нерюнгрі (Якутська АРСР) в родині етнічних німців. У 2-річному віці разом з родиною переїхав до німецького міста Фюрт. Навчався в середній школі «Гарденберг», на півдні Фюрта, у 2009 році здав іспит на атестат зрілості.

## Клубна кар'єра

### «Гройтер Фюрт»
У 1996 році Едгар поступив в школу місцевого «Гройтера». У сезоні 2007/08 дебютував складі «Фюрта» в Баварської регіоналлізі.
У складі «трилистників» дебютував у Другій Бундеслізі в сезоні 2009/10 років. Більшу частину сезону змушений був пропустити через розрив зв'язок гомілковостопного суглоба, але встиг зіграти 11 матчів. Наступного сезону зіграв 13 матчів у чемпіонаті, а вже починаючи з сезону 2011/12 років став гравцем основного складу, зіграв 27 матчів у першості, чим допоміг «Гройтер Фюрт» виграти Другу Бундеслігу та вперше в історії вийти до вищого дивізіону німецького футболу. Однак перший сезон в еліті німецького футболу для команди Едгара виявився невдалим, «Гройтер» закріпився на дні турнірної таблиці Бундесліги 2012/13 й у підсумку понизився в класі. Незважаючи на це Приб залишився у Бундеслізі: під час літнього трансферного вікна підписав контракт з «Ганновер 96», сума відступних склала 2,5 мільйони євро.

### «Ганновер 96»
У новій команді дебютував 10 серпня 2013 року в переможному (2:0) поєдинку першого туру проти «Вольфсбурга». У вище вказаному сезоні відзначився 2-ма в голами в 31-му матчі чемпіонату, а також отримав 5 жовтих карток. Його ж команд а в Бундеслізі фінішувала на 10-му місці. Наступного року відзначився голом у воротах «Шальке 04», чим допоміг «Ганноверу» виграти свій перший матч Бундесліги в сезоні 2014/15 років, але цей гол виявився єдиним для Едгара в чемпіонаті, оскільки незабаром після цього гравець травмував меніск, через що зіграв у чемпіонаті Німеччини 20 матчів, але допоміг «Ганноверу» уникнути пониження в класі. Подібна ситуація спостерігалася й наступного сезону: на початку вересня 2015 року Приб знову травмувався, через що пропустив 9 матчів поспіль. Єдина різниця полягала в тому, що «червоні» фінішували на останньому місці в турніріній таблиці й з 25-ма набраними очками опустилися в Другу Бундеслігу.
Проте вже наступного ж сезону «Ганновер» повернув собі місце в еліті німецького футболу, фінішувавши на 2-му місці в Другій Бундеслізі 2016/17. Едгар зіграв у більшості матчів сезону, зокрема відзначився своїм єдиним голом у воротах колишньої команди, «Гройтер Фюрта». Загалом у вище вказаному сезоні відзначився 10-ма результативними діями.
9 серпня 2017 року призначений капітаном команди. У сезоні 2017/18 року зіграв лише одного разу, провів на полі всі 90 хвилин у переможному (6:2) поєдинку першого раунду кубку Німеччини проти «Боннера». Незабаром після цього в нього діагностували розрив хрестоподібних зв'язок, який Едгар отримав на тренуванні. Повинен був повернутися на поле в квітні, але знову отримав травму й до завершення сезону так і не зіграв жодного матчу в чемпіонаті. 3 травня 2018 року продовжив угоду з клубом до травня 2019 року. Повернувся на футбольне поле у футболці «Ганновера» 27 квітня 2019 року, вийшовши на поле в другому таймі переможного (1:0) домашнього поєдинку Бундесліги проти «Майнца 05».

### «Фортуна» (Дюссельдорф)
1 вересня 2020 року Приб домовився про розірвання контракту з «Ганновер 96» . День по тому підписав 2-річний контракт з «Фортуна» (Дюссельдорф).

## Кар'єра в збірній
Оскільки Едгар народився на території Росії, і ніколи не грав за юнацькі або молодіжну збірні Німеччини. Тому має право на міжнародному рівні виступати за національну збірну Росію або Німеччини. У 2016 році сказав, що сподівається на виклик в збірну після отримання російського паспорта.